# 三浦義男 (参議院議員)
三浦 義男（みうら よしお、1895年〈明治28年〉1月8日 - 1965年〈昭和40年〉2月8日）は、日本の政治家。参議院議員、宮城県知事を歴任した。

## 生涯
宮城県の大崎地方（旧古川市域）生まれ。宮城県立古川中学校、第二高等学校を経て、1920年（大正9年）に東京帝国大学工学部土木工学科を卒業、鉄道省に入省した。
1943年（昭和18年）、運輸省（現在の国土交通省）施設局長に就任。1953年（昭和28年）、参議院議員選挙に全国区から無所属で立候補し初当選、参議院議員となった。翌1954年、日本民主党に入党、国会対策委員長などを務めた。1950年から1951年までは、土木学会の会長職にもあった。
保守合同後は自民党に所属し、1959年（昭和34年）から宮城県知事を務めたが、2期目在任中の1965年（昭和40年）2月8日、胃がんにより死去した。

## 家族
- 兄・三浦篤 (政治家)
- 弟・藤崎勝男 - 藤崎 (百貨店)創業者4代目藤崎三郎助の婿養子

| 公職        | 公職                                     | 公職            |
| ----------- | ---------------------------------------- | --------------- |
| 先代 大沼康 | 宮城県知事 公選第5 - 6代：1959年 -1965年 | 次代 高橋進太郎 |
| 議会        |                                          |                 |
| 先代 千葉信 | 参議院決算委員長 1956年 - 1957年         | 次代 高野一夫   |